# Mariana de la noche
Mariana de la noche (no Brasil: Mariana da Noite) é um telenovela mexicana produzida por Salvador Mejía Alejandre para a Televisa e exibida pelo El Canal de las Estrellas entre 20 de outubro de 2003 a 23 de abril de 2004, substituindo Amor real e sendo substituída por Mujer de madera, em 135 capítulos. 
Escrita por Delia Fiallo, é um remake das telenovelas venezuelanas Mariana de la noche e Selva María, produzidas respectivamente em 1976 e 1987.
A trama foi protagonizada por Alejandra Barros e Jorge Salinas, com atuações estelares das primeiras atrizes Alma Muriel,Patrícia Reyes Spíndola e María Rojo, antagonizada por César Évora, Angélica Rivera, Adriana Fonseca, Sérgio Acosta, Marjorie de Sousa e Roberto Blandón com Patricia Navidad, René Strickler, Aleida Nuñez e Ignacio Guadalupe nos demais papeis principais.

## Enredo
Mariana é uma jovem professora, que mora num pequeno povoado. Ela acredita ser portadora de uma maldição, pois todos os homens que se apaixonam por ela acabam morrendo. Ela vive com seu pai, Atílio (César Évora), um homem  que aparenta ser bom, mas é muito mal e guarda grandes segredos. 
Atílio tem duas irmãs: Isabel (Alma Muriel), a mais velha, uma mulher boa e carinhosa, que criou Mariana e a ama como se fosse sua própria filha; e Márcia (Angélica Rivera), a mais nova, arrogante e muito vaidosa, possui um coração frio, nunca se apaixonou por ninguém e que se dá bem com Mariana até certo momento. 
Um certo dia, chega na cidade um rapaz chamado Ignácio Lugo Navarro (Jorge Salinas), muito atraente, que se utilizando de um nome falso, Halcón Luna, busca vingança contra a pessoa que foi responsável por lhe deixar 10 anos na cadeia.
Quando conhece Mariana, Inácio e ela se apaixonam na mesma hora. Márcia, no entanto, também se apaixona por Inácio, porém nunca é correspondida. Ela fica furiosa ao descobrir que a mulher que Inácio ama é Mariana e isso lhe faz começar a odiar a própria sobrinha. Pra se vingar, ela conta a Atílio sobre a relação entre Ignácio e Mariana. Atílio, que odeia Ignácio, reprova totalmente a relação. 
Atílio, por sua vez, decide mandar matar Inácio, sem saber que está sentenciando à morte seu próprio filho, que nasceu de um romance que teve com Lucrécia, mãe de Inácio. 
Mariana acaba descobrindo que Atílio foi o mandante das mortes dos seus pretendentes e fica horrorizada. Desesperada, ela sai correndo e cai num barranco d'água e é dada como morta por um bom tempo. Ela estava grávida no momento deste acidente, mas não perde seu filho. Ela recebe os cuidados de Maria Lola (Patricia Reyes Spíndola).
Márcia também descobre estar grávida e se utiliza disso para se casar com Ignácio, que assume todas as responsabilidades. Porém ela sofre um acidente e perde seu filho. Para também não perder seu casamento, passa a usar uma barriga falsa. 
Atílio também sofre um acidente dentro da mina e também é dado por morto. Porém ele consegue sobreviver, mas não pode voltar pois está cheio de problemas com a polícia. Ele consegue encontrar o paradeiro de Mariana, que ficou sem memória por causa do acidente. Atílio a leva para um lugar chamado Costa Esmeralda e a faz acreditar que seu nome é Elisa (nome da mãe dela). Pouco tempo depois, Mariana dá a luz e Atílio manda Cumache (Sérgio Acosta) matar o recém nascido. Sem coragem para cumprir a ordem, ele entrega o bebê a Márcia, que poderá segurar seu casamento por um pouco mais de tempo. Atílio diz a Mariana que seu filho nasceu morto e ela se desespera.
Mariana é resgatada e já fora dos cuidados de Atílio, ela recupera a memória e começa a trabalhar no cassino de Ivan (Roberto Blandón), um homem misterioso. Ele faz negócios com Atílio, sem revelar sua verdadeira identidade e seus propósitos: ele é o último Lugo-Navarro sobrevivente e busca vingança. 
Mariana deseja reatar com Inácio, mas as chantagens emocionais de Márcia a impedem. Enquanto isso, Márcia tenta se desfazer do filho que não é seu, ao mesmo tempo em que tenta manter esse segredo, não tendo escrúpulos em acabar com quem se torna uma ameaça pra ela.

## Elenco
| Ator                    | Personagem                                                                                |
| ----------------------- | ----------------------------------------------------------------------------------------- |
| Alejandra Barros        | Mariana Montenegro Madrigal                                                               |
| Alejandra Barros        | Elisa Madrigal de Montenegro                                                              |
| Jorge Salinas           | Inácio Lugo-Navarro Vargas / Falcão Luna                                                  |
| Angélica Rivera         | Márcia Montenegro / Márcia Montenegro de Lugo-Navarro (Marcia Montenegro de Lugo Navarro) |
| César Évora             | Atílio Montenegro (Atilio Montenegro)                                                     |
| Alma Muriel             | Isabel Montenegro                                                                         |
| René Strickler          | Dr. Camilo Guerreiro (Dr. Camilo Guerrero)                                                |
| Patricia Navidad        | Jandira de Guerreiro (Yadira de Guerrero)                                                 |
| Adriana Fonseca         | Tatiana Montenegro "Tati" (Caridad "Chachi" Montenegro)                                   |
| María Rojo              | Lucrécia Vargas                                                                           |
| Sérgio Acosta           | Cupincha                                                                                  |
| Patricia Reyes Spíndola | Maria Dolores "Maria Lola" (María Dolores "María Lola")                                   |
| José Carlos Ruiz        | Isidro Valtierra                                                                          |
| Raúl Ramírez            | Padre Pedro                                                                               |
| Rafael Rojas            | Eng. Geraldo Montiel (Ing. Gerardo Montiel)                                               |
| Roberto Blandón         | Iván Lugo-Navarro                                                                         |
| Aurora Clavel           | Lupe                                                                                      |
| Ignacio Guadalupe       | Meiomundo Páramo                                                                          |
| Marjorie de Sousa       | Carol                                                                                     |
| Verónika con K          | Ruth Samanéz                                                                              |
| Patricia Romero         | Dóris                                                                                     |
| Esther Barroso          | Cândida Chaves                                                                            |
| Arturo Muñoz            | Max Moraje                                                                                |
| Esperanza Rendón        | Vilma Oliveira                                                                            |
| Aleida Nuñez            | Miguelina de Páramo                                                                       |
| Daniel Continente       | João Paulo Guerreiro                                                                      |
| José Luis Avendaño      | Francisco                                                                                 |
| Benjamín Islas          | Libório Hernández                                                                         |
| Xorge Noble             | Comandante Aragão                                                                         |
| Ricardo Vera            | Comandante Romo                                                                           |
| Gabriel Roustand        | Zamora                                                                                    |
| Manuel Raviela          | Benito                                                                                    |
| Agustín Arana           | Oropo                                                                                     |
| Mirko Ruggiero          | Mauro                                                                                     |
| Antonio Salaberry       | Manuel Rivero                                                                             |
| Joustein Roustand       | Gonçalinho Gonzales                                                                       |
| Iliana Montserrat       | Teresinha                                                                                 |

### Participações especiais
| Ator                | Personagem                  |
| ------------------- | --------------------------- |
| Valentino Lanus     | Xavier Mendieta             |
| Miguel de León      | Eng. José Ramón Martínez #2 |
| Salvador Garcini    | Delegado Lauro              |
| Liza Willert        | Joaninha Lopes e Fuster     |
| Socorro Bonilla     | Nelly                       |
| Jaime Lozano        | Eládio Gonzales             |
| Juan Ignacio Aranda | Dr. Jorge Lozano            |
| Carlos de la Mota   | Damião                      |
| Eduardo Noriega     | Sr. Noriega                 |
| Rigoberto Carmona   | Delegado / Comandante       |
| Marcelo Buquet      | Eng. José Ramón Martínez #1 |
| Alexandra Graña     | Jimena                      |
| Diana Molinari      | Alma Madrigal               |
| Carlos Amador       | Sergio Lopes                |
| Sandra Montoya      | Itzel                       |
| Roberto Ruy         | Miztli                      |
| Ana Hally           | Raquel Mendieta             |
| Alfredo Alfonso     | Emílio Mendieta             |
| Roberto Vander      | Ángel                       |
| Sergio Jurado       | Jorge Souto Moreno          |
| Gerardo Klein       | Médico                      |
| Jorge Pascual Rubio | Advogado                    |

## Exibição

### No México
Em 20 de outubro de 2003, segunda-feira, o Canal de las Estrellas começou a transmitir Mariana de la noche em seu horário nobre, das 21 às 22 horas, substituindo Amor real. Seu último capítulo foi exibido em 23 de abril de 2004, sexta-feira, tendo Mujer de madera como substituta no horário.
Foi reprisada pelo seu canal original entre 4 de janeiro e 30 de abril de 2010, substituindo Esmeralda e sendo substituída por Amarte es mi pecado, ao meio-dia.
Foi reprisada pelo canal TLNovelas entre 27 de julho e 23 de outubro de 2020, substituindo Tres mujeres e sendo substituída por Fuego en la sangre.

### No Brasil
Foi exibida pelo SBT entre 16 de janeiro a 2 de junho de 2006, em 100 capítulos, substituindo Os Ricos também Choram e sendo substituída por Cristal. No Brasil, a trama sofreu com cortes devido à baixa audiência da trama.
Foi exibida pela primeira vez pelo canal pago TLN Network entre 14 de fevereiro a 19 de agosto de 2011 substituindo A alma não tem cor e sendo substituída por Mundo de feras.
Foi exibida pela segunda vez pelo TLN Network entre 8 de dezembro de 2014 a 12 de junho de 2015 substituindo Amor real e sendo substituída por Salomé.
Foi exibida pela terceira vez no canal pago TLN Network entre 17 de agosto de 2020 a 19 de fevereiro de 2021, substituindo A Força do Destino e sendo substituída por Destilando Amor.

## Audiência

### No México
Em sua exibição original, obteve média de 25.9 pontos, índice considerado mediano visto que sua antecessora, Amor real, alcançou 29 pontos de média, um grande sucesso.

### No Brasil
No Brasil, a trama teve média de 4 pontos, e foi considerada um grande fracasso.

## Exibição Internacional
| América do Sul, Norte e Caribenha - México - Uruguai - Brasil - Nicarágua - Estados Unidos - Peru - Chile - Paraguai - República Dominicana - Venezuela - Equador - El Salvador - Panamá - Argentina - Bolívia - Colômbia | Europa, África, Oceânia - Angola - Moçambique - Bulgária - Espanha - Macedônia do Norte - Bósnia e Herzegovina - Roménia - Eslováquia - Portugal - Croácia - Chipre - Grécia - Montenegro - Polónia - Sérvia - Indonésia - Filipinas |

## Prêmios e Indicações
| Ano  | Prêmio                   | Categoria                   | Indicação               | Resultado |
| ---- | ------------------------ | --------------------------- | ----------------------- | --------- |
| 2004 | Prêmio TVyNovelas        | Melhor Telenovela           | Melhor Telenovela       | Indicado  |
| 2004 | Prêmio TVyNovelas        | Melor Ator Protagônico      | Jorge Salinas           | Indicado  |
| 2004 | Prêmio TVyNovelas        | Melhor Vilã                 | Angélica Rivera         | Venceu    |
| 2004 | Prêmio TVyNovelas        | Melor Vilão                 | César Évora             | Venceu    |
| 2004 | Prêmio TVyNovelas        | Melhor Primeira Atriz       | Patricia Reyes Spíndola | Indicada  |
| 2004 | Prêmio TVyNovelas        | Melhor Primeiro Ator        | José Carlos Ruiz        | Indicado  |
| 2004 | Prêmio TVyNovelas        | Melhor Atriz Coadjuvante    | Adriana Fonseca         | Indicada  |
| 2004 | Prêmios Bravo            | Melhor Atriz                | Patricia Reyes Spíndola | Venceu    |
| 2004 | Prêmio Las Palmas de Oro | Melhor Telenovela           | Melhor Telenovela       | Venceu    |
| 2004 | Prêmio Las Palmas de Oro | Melhor Atriz                | Alejandra Barros        | Venceu    |
| 2004 | Prêmio Las Palmas de Oro | Melhor Ator                 | Jorge Salinas           | Venceu    |
| 2004 | Prêmio Las Palmas de Oro | Melhor Atriz Antagônica     | Angélica Rivera         | Venceu    |
| 2004 | Prêmio Las Palmas de Oro | Melhor Ator Antagônico      | César Évora             | Venceu    |
| 2004 | Prêmio Las Palmas de Oro | Melhor Atriz Coadjuvante    | Patricia Navidad        | Indicada  |
| 2004 | Prêmio Las Palmas de Oro | Melhor Atriz Coadjuvante    | Adriana Fonseca         | Venceu    |
| 2004 | Prêmio Las Palmas de Oro | Melhor Primeira Atriz       | Patricia Reyes Spíndola | Venceu    |
| 2005 | Prêmios ACE de Nova York | Rosto Feminino do Ano       | Angélica Rivera         | Indicada  |
| 2005 | Prêmios ACE de Nova York | Melhor Co-Atuação Masculina | César Évora             | Indicado  |